# John H. Parry
John Horace Parry CMG, MBE (Handsworth, Birmingham, 26 de abril de 1914 - Cambridge, Massachusetts, 25 de agosto de 1982) foi um renomado historiador marítimo ligado a Universidade de Harvard.

## Início da vida e educação
John Parry era filho de um professor, Walter Austin Parry e sua esposa Ethel Piddock. Ele foi educado no Clare College, Cambridge, onde também completou o seu Doutoramento. em história, em 1938. Em 18 de Março de 1938, casou-se com Joyce Carter. Juntos eles tiveram três filhas e um filho. Sua carreira acadêmica foi interrompida pela II Guerra Mundial, durante a qual ele serviu como um oficial da Marinha Real em 1940-1945, elevando-se para se tornar um tenente-comandante. Ele foi torpedeado três vezes. Para o seu serviço de guerra, foi nomeado como Membro da Ordem do Império Britânico, em 1942.

## Carreira acadêmica
Após a desmobilização, Parry voltou para Clare College, Cambridge, onde foi professor de história de 1945-1949. Além disso, ele serviu como sênior proctor, 1947-1948 e professor universitário de história, 1946-1949. Em 1949, ele foi nomeado professor de história moderna na recém-criada Faculdade da Universidade das Índias ocidentais, em Kingston, Jamaica, uma designação que manteve até 1956.
Em 1954 a 1955, foi professor visitante na Universidade de Harvard, em seguida, voltou brevemente para a Jamaica, antes de ser nomeado diretor do Colégio Universitário, Ibadan, Nigéria, em 1956. Parry, posto em que permaneceu até 1960, quando ele foi escolhido como diretor do University College of Swansea. Em 1963, ele se tornou vice-reitor da Universidade do país de Gales, Cardiff. onde ele permaneceu até que ele foi selecionado como Gardiner Professor da Oceanic História e Assuntos na Universidade de Harvard. Ele foi o segundo candidato a receber a Gardiner presidente, sucedendo Robert G. Albion.
Enquanto esteve em Harvard, ele ensinou uma sequência de cursos dedicados a vela, a expansão Europeia e a criação de impérios. Um ano após a aposentadoria, ele ficou como profressor visitante na  Cadeira Harrison de História na Faculdade de William e Mary.

## Contribuições Acadêmicas
Seus primeiros trabalhos tratam da Espanha, império ultramarino, com foco na teoria e estrutura da administração colonial, com uma série de monografias espanhola Teoria do Império, A Audiência da Nova Galiza no Século Xvi: Um Estudo no Governo Colonial(1948) e A Venda de cargos Públicos do espanhol Índias sob os Habsburgo (1953). Estes foram seguidos por trabalhos com um escopo maior, a Europa e um Mundo mais Amplo, 1415-1715 (1949), e de um volume com um espaço de tempo mais curto e mais focado, A Idade de Reconhecimento, de Descoberta, de Exploração e de Liquidação, 1450-1650 (1963) e um companheiro volume de documentos, O Europeu de Reconhecimento. Documentos Selecionados (1968). Ele continuou na veia dos impérios marítimos, a publicação do Comércio e do Domínio. Impérios Europeus no Século Xviii (1971). O que um estudioso chamou Parry "obra-prima" é O espanhol por via Marítima do Império.
Ele morreu de um ataque cardíaco em sua casa, na quarta-feira 25 de agosto de 1982.

## Prêmios e homenagens
- Membro da Ordem do Império Britânico, 1942
- Companheiro da Ordem de São Miguel e de São Jorge, 1960
- Comendador da Ordem de Alfonos X de Castela, 1976
- Doutor Honoris Causa pela UFC, 1964

## Trabalhos publicados
- The Spanish theory of empire in the sixteenth century, 1940
- The audiencia of New Galicia in the sixteenth century: a study in Spanish colonial government, 1948
- Europe and a wider world, 1415-1715, 1949; reimpreso como The establishment of the European hegemony, 1415-1715: trade and exploration in the age of the Renaissance, 1961. Tr.: Europa y la expansión del mundo, 1415-1715, México, FCE, 1986
- The sale of public office in the Spanish Indies under the Habsburgs, 1953
- A short history of the West Indies, 1956, con P.M. Sherlock y A.P. Maingot.
- The cities of the Conquistadores, 1961
- The age of reconnaissance, 1963
- The Spanish seaborne empire, 1966. Tr.: El imperio español de Ultramar, Aguilar, 1970 ISBN 978-84-03-12040-2
- The European reconnaissance: selected documents, 1968
- The discovery of the sea, 1973
- Trade and dominion: the European oversea empires in the eighteenth century, 1971
- The discovery of the sea, 1974. Tr.: El descubrimiento del mar, Barcelona, Crítica, 1989 ISBN 978-84-7423-419-0
- The discovery of South America, 1979
- Romance of the sea, 1981
- New iberian world: a documentary history of the discovery and settlement of Latin America to the early 17th century, con comentarios de John H. Parry y Robert G. Keith; asistido por Michael Jiménez, 1984